# Calosota viridis
Calosota viridis är en stekelart som beskrevs av Masi 1922. Calosota viridis ingår i släktet Calosota och familjen hoppglanssteklar. Inga underarter finns listade.